# Josef Wahl (Maler, 1936)

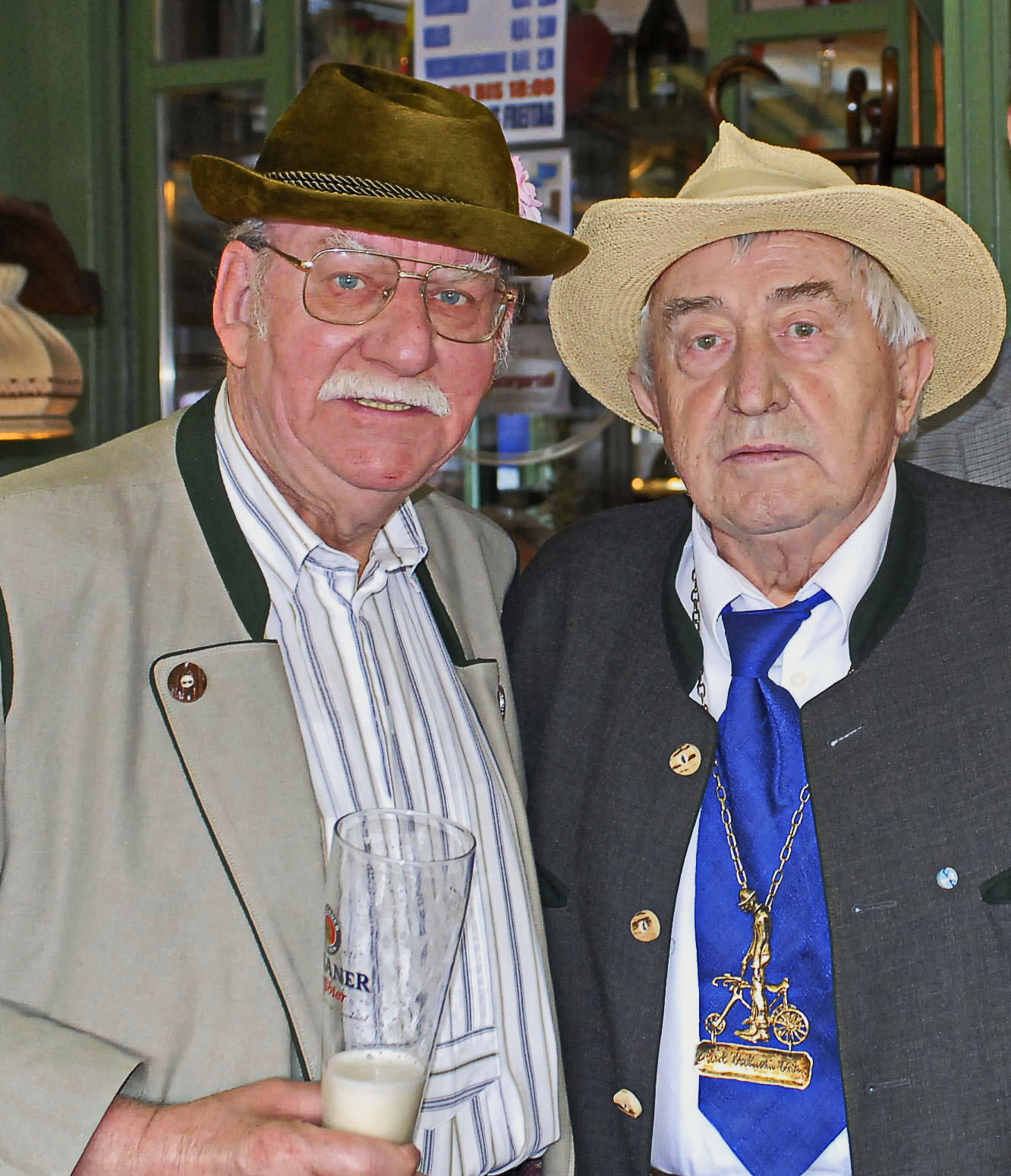
Josef Wahl (links) mit Georg Lohmeier, 2007

Josef Wahl (* 31. Juli 1936 in Pasing; † 18. April 2020 in München) war ein deutscher Kunstmaler. Zu Beginn seiner Schaffenszeit ließ sich sein Malstil der Naiven Malerei zuordnen, später entwickelte Josef Wahl einen eigenen Malstil. Er ist nicht zu verwechseln mit dem Kirchenmaler Josef Wahl.

## Leben
Josef Wahl wurde in Pasing geboren und wuchs im damaligen Bäcker-Zauser-Haus an der Ecke Landsberger-/Bäckerstraße auf. Bedingt durch den Zweiten Weltkrieg verbrachte er seine Kindheit und frühe Jugend auf dem Land in Haag in Oberbayern, wohin seine Mutter vor der Bombardierung der Stadt geflohen war. Bereits in seiner Haager Zeit begann er zu zeichnen und zu malen. Mit Skizzenblock und Bleistift ging er in die Natur und lernte zu beobachten und hielt alle wesentlichen Eindrücke auf dem Papier fest. 1950 kehrte Wahl nach München zurück um eine Lehre als Farblithograph zu beginnen und legte mit 24 Jahren erfolgreich die Meisterprüfung ab. Technische Neuerungen im Graphischen Gewerbe machten diese Tätigkeit jedoch bald überflüssig. Josef Wahl erlernte den Beruf des Bankkaufmanns und übte diesen bis 1985 aus und arbeitete fortan als freischaffender Künstler.
Seinen Erfolg nutzte er auch immer wieder, um soziale Projekte mit großem Engagement zu unterstützen und andere Künstler zu fördern.
Wahl war Mitglied der „Künstlergemeinschaft Schwabinger Katakombe“ und beim „Arbeitskreis 68 Künstlergemeinschaft Wasserburg“. Er selbst gründete den „Künstlerkreis 83 München-Pasing“, dem inzwischen 120 Künstler (Maler, Bildhauer, Schriftsteller, Sänger, Musiker usw.) angehören.

## Werk
1967 trat Wahl mit seinen Bildern an die Öffentlichkeit. Mit einem Marcel-Marceau-Bild nahm er an einem Malwettbewerb teil und kam in die engere Auswahl. Von nun an nahm das Malen immer breiteren Raum ein, erste Auftragsarbeiten folgten.
Sein Malstil entwickelte sich aus der Naiven Malerei hin zu eher naturalistischen Darstellungen einer ganz eigenen unverwechselbaren Art. Einige seiner Bilder wurden von öffentlichen Sammlungen erworben, so der Stadt Stuttgart, der Stadt Dachau, der BMW-Sammlung und den Sammlungen Eisenmann (Böblingen), Hans Holzinger (München) und Sloos (Leiden/Niederlande).
Seine Bilder und Zeichnungen illustrieren Bücher unter anderem mit den Autoren Wolfgang Johannes Bekh, Fritz Fenzl, Monika Pauderer, Franz Ringseis, Herbert Schneider, Alfons Schweiggert, Oskar Weber, Kurt Wilhelm und Helmut Zöpfl. Auf Kalendern und Kunstpostkarten, Porzellantellern und Bierkrügen wurden seine Werke wiedergegeben. Er gestaltete Buchumschläge, Plattencover, Speisekarten, Festschriften und Fernsehbilder.
Elf Jahre lang, von 2000 bis 2011, gestaltete Wahl den Jahres-Faschingsorden der Faschingsgesellschaft Würmesia e.V., München.
Für die zahlreichen anerkennenden Stimmen zu seinem Schaffen als Maler und Zeichner stellvertretend einige Sätze aus der Laudatio zum „Pasinger Kulturpreis 1998“, von Professor Rudolf Seitz, ehemaliger Präsident der Akademie der Bildenden Künste München:
„Er beobachtet, taxiert, sieht die Häuser, die Plätze, die Vorgänge und er speichert das alles. Es müssen Säle sein, voll von Erinnerungen, Vorstellungen, von Visionen und Wünschen […] wie die Lagerräume eines riesigen Theaters mit den Kulissen und Ausstattungen für unzählige Stücke, Festzüge, Treffen, Interviews, Bräuche […] es sind die Vorbereitungen für Lebensstücke voller Poesie, Ausgeglichenheit und Erzählfreude. Das ist Josef Wahl - ein Poet mit dem Pinsel, ein Schilderer mit einer unerschöpflichen Erzähllust, der Heimat, der Geschichte und dem Brauchtum verbunden […].“

## Ausstellungen (Auswahl)

### Einzelausstellungen
- 1973: Kunststadel Aubing, München
- 1982: Josef Wahl und Aubing; zum 40. Jahrestages der Eingemeindung Aubings, Pfarrsaal St. Quirin Aubing
- 1984: „Haager Bilder“, Gemeindehaus Haag
- 1993: „Im Erdinger Land“; Kreis- und Stadtsparkasse Erding
- 1994: „Der Lohnkutscher – Von der Kutsche zum Taxi“, Mercedes-Benz AG, München
- 2004: Gartenlust und Gartenfrust; Kreissparkasse München Starnberg, Sparkassen-Galerie; Geschäftsstelle Starnberg

### Gruppenausstellungen
- 1967: Sonntagsmaler-Wettbewerb der Abendzeitung München im Stadtmuseum München
- 1973: Berufsverband Bildender Künstler München e.V. – „autonome“
- 1974: Kunstmesse, Düsseldorf
- 1975: „Zirkuskunst“, Kunst im Zirkus Krone, München
- 1976: 1. Mannheimer Kunstmesse
- 1977: „Bayrische Bilder – Naive Maler sehen Bayern“, BMW-Galerie, München
- 1977: Galerie im Ganserhaus, Wasserburg am Inn – „Miniaturen“
- 1978: Galerie Sonnegg, Schaan/Liechtenstein, „Naive Bilder aus Bayern“
- 1978: „Münchner Bilder“, BMW-Galerie, München
- 1980: A special invitation to all lovers of „Naive“ art, Cory galleries, San Francisco, CA
- 1980: Naive Tierbilder, BMW-Galerie, München
- 1980: Galerie Broerse, Laren/Holland
- 1983: Ausstellung „Die Isar“; BMW-Beitrag zur IGA ´83; Rathaushalle München, BMW-Gallerie
- 1986: König Ludwig II., Arche Nova, München
- 1989: Kunstausstellung Künstlerkreis 83, Pasinger Rathaus, München
- 1991: Kunst-Land-Würm 1991, Blutenburger Kunstausstellung; Schloss Blutenburg, München
- 1991: Kunsttage, Kirchheim bei München
- 1993: „10 Jahre Künstlerkreis KK 83“, Pasinger Fabrik, München
- 1994: „Wolpertinger“, Zentrum für Außergewöhnliche Museen, München
- 1994: „Münchner Fasching“, Galerie Roucka, München
- 1994: Kunst im Palmengarten, Luitpoldblock, München
- 1996: Kunst und Wein, Weinmesse München
- 2000: 150 Jahre Bavaria, Valentin-Musäum, Isator München[4]
- 2008: Kath. Stadtpfarrkirche Heilig Geist, München; Ausstellung anlässlich 800 Jahre Gründung Heilig Geist München
- 2008: „25 Jahre Künstlerkreis 83“, Schloss Blutenburg München
- 2010: „1000 Jahre Aubing“, Festzelt an der Belandwiese, München

## Auszeichnungen (Auswahl)
- 1989: „Goldene Rose“ des Künstlerkreises 83 Pasing[5]
- 1995: Silberne Quirin-Medaille der Pfarrei St. Quirin, München[6]
- 1998: Pasinger Kulturpreis 1998[7]
- 1998: Bayerischer Poetentaler der Münchner Turmschreiber für sein Lebenswerk[8]
- 2000: Ehrenpreis für die Erhaltung der bayerischen Kultur und bayrischen Brauchtums der Königlich Bayrischen Patrioten, München[9]
- 2000: Goldene Ehrennadel des Marktes Haag i. OB
- 2002: Medaille „München leuchtet - Den Freunden Münchens“ der Stadt München[10][11][12]
- 2007: Bezirksmedaille in Silber für Engagement in den Bereichen Kultur, Heimat- und Denkmalpflege des Bezirks Oberbayern[13]

## Illustrierte Bücher (Auswahl)
- Helmut Zöpfl: Nun sehet den Stern, Gedanken über die staade Zeit. W. Ludwig Verlag, München 1980, ISBN 3-7787-3178-5.
- Oskar Weber: So san's - so war's - so is': Szenen aus dem bayerischen Leben. Ehrenwirth, München 1984, ISBN 3-431-02609-5.
- Alois Brem u. a.: Aubing ein Geschenk. Lipp Verlag, München 1985.
- Fritz Fenzl; Josef Wahl: I mog di – Freundliches von Mensch zu Mensch. Ehrenwirth, München 1985, ISBN 3-431-02731-8.
- Franz Ringseis (Anton Neuhäusler): Andechs. Trost für Leib und Seel. Ehrenwirth, München 1985, ISBN 3-431-02684-2.
- Wolfgang Seitz: Unser König. König Ludwig II. von Bayern. Ehrenwirth, München 1986, ISBN 3-431-02838-1.
- Reinhold Esterer: Fasching in Bayern. Ehrenwirth, München 1987, ISBN 3-431-02959-0.
- Helmut Bloid: Beamtenhaus No 19 – Vom Leben in einer Eisenbahner-Kolonie. Verlagsanstalt Baumgartner, München 1988, ISBN 3-923780-00-7.
- Helmut Zöpfl (Hrsg.): Im stillen Dachauer Land. Verlagsanstalt Bayerland, Dachau 1988, ISBN 3-89251-042-3.
- Helmut Zöpfl: Erde – Heimat – guter Stern. Verlagsanstalt Bayerland, Dachau 1989, ISBN 3-89251-070-9.
- Kurt Faltlhauser (Hrsg.): Im Münchner Westen. Von der Wies´n bis Aubing. Verlagsanstalt Bayerland, Dachau 1989, ISBN 3-89251-062-8.
- Hans Mayr: Alte bayrische Erde. Verlagsanstalt Bayerland, Dachau 1990, ISBN 3-89251-075-X.
- Helmut Zöfpl (Hrsg.): Winterzeit. Verlagsanstalt Bayerland, Dachau 1992, ISBN 3-89251-120-9.
- Maria Denicke: Die Landdoktorin. Verlagsanstalt Bayerland, Dachau 1992, ISBN 3-89251-136-5.
- Wolfgang Johannes Bekh: Im Erdinger Land. Gesicht einer Heimat. Verlagsanstalt Bayerland, Dachau 1993, ISBN 3-89251-151-9.
- Oskar Weber: Am Starnberger See und die Würm entlang. Verlagsanstalt Bayerland, Dachau 1995, ISBN 3-89251-202-7.
- Wolfgang Johannes Bekh: Münchner Winkel und Gassen. Verlagsanstalt Bayerland, Dachau 1996, ISBN 3-89251-233-7.
- Turmschreiber Hausbuch 2000. Turmschreiber Verlag, München 2000, ISBN 3-930156-51-2.
- Monika Pauderer: Was Freude macht. Verlagsanstalt Bayerland, Dachau 2001, ISBN 3-89251-308-2.
- Herbert Schneider: Gartenlust und Gartenfrust. Verlagsanstalt Bayerland, Dachau 2003, ISBN 3-89251-332-5.
- Wolfgang Johannes Bekh, Odilo Lechner: Andechs, der heilige Berg. Verlagsanstalt Bayerland, Dachau 2005, ISBN 3-89251-355-4.
- Herbert Schneider: Aber heit is´s kalt. Verlagsanstalt Bayerland, Dachau 2007, ISBN 978-3-89251-379-7.